# Myosorex
Genre
Myosorex est un genre de musaraignes africaines appartenant à la famille des Soricidae. Il comprend les espèces suivantes :
- Myosorex babaulti Heim de Balsac et Lamotte, 1956
- Myosorex blarina Thomas, 1906
- Myosorex cafer (Sundevall, 1846)
- Myosorex eisentrauti Heim de Balsac, 1968
- Myosorex geata (Allen et Loveridge, 1927)
- Myosorex kihaulei Stanley et Hutterer, 2000
- Myosorex longicaudatus Meester et Dippenaar, 1978
- Myosorex okuensis Heim de Balsac, 1968
- Myosorex rumpii Heim de Balsac, 1968
- Myosorex schalleri Heim de Balsac, 1966
- Myosorex sclateri Thomas et Schwann, 1905
- Myosorex tenuis Thomas et Schwann, 1905
- Myosorex varius (Smuts, 1832)
- Myosorex zinki Heim de Balsac et Lamotte, 1956